# Ulica Kościeliska w Zakopanem
Ulica Kościeliska – najstarsza ulica Zakopanego. Stanowi wraz ze Skibówkami i Krzeptówkami drogę wyjazdową na zachód. Jest częścią drogi wojewódzkiej nr 958. Ulicę otacza ludowa zabudowa góralska. Nazwa ulicy pochodzi od wsi Kościelisko, do której przed wydzieleniem ulicy Skibówki biegła Kościeliska.
Droga istniała już w XIX wieku. W 1886 r. Walery Eljasz-Radzikowski wymienił ją pod obecną nazwą w swoim przewodniku.

## Ważniejsze zabytki
- Kościół Matki Bożej Częstochowskiej w Zakopanem
- Cmentarz Zasłużonych na Pęksowym Brzyzku
- Willa Koliba
- Karczma „U Wnuka”